# Cerkev Device Marije na Kamnu
Cerkev Device Marije na Kamnu je podružnična cerkev župnije Vuzenica in priljubljena romarska pot za vso Dravsko dolino.

## Lega
Cerkev Device Marije na Kamnu, ki je ena najstarejših romarskih cerkevic, stoji nad železniško progo in lokalno cesto Vuzenica - Vuhred na desnem bregu Drave, skrita v gozdu na pomolu vulkanskega griča imenovanega na Kamnu.

## Zgodovina
Prvotna cerkvica je bila postavljena v 12. stoletju. V starih listinah se prvič omenja leta 1374 kot kapela Vneser Lieben Frauen auf dem Stain. Kot cerkev pa je prvič omenjena leta 1383 v listini, iz katere je razvidno, da so grof Herman II. in vuzeniški župnik Ulrik ter trški sodnik Nikolaj Schaissbacher ustanovili nadarbino za kaplana, ki bo vsak dan pred sončnim vzhodom maševal v tej cerkvi.
Leta 1500 so cerkev povečali, 1666 postavili sedanji glavni oltar in prizidali zunanjo kapelo. Cesar Jožef II. je hotel 1783 cerkev opustiti, farani pa so se zavezali, da jo bodo sami vzdrževali in jo tako tudi obdržali. A.M. Slomšek, ki je v Vuzenici služboval od 1838 je leta 1842 vodil gradnjo prižnice in obnovo zunanje kapele ter vhoda v cerkev.

## Obnovitvena dela
Ker je bila cerkev v preteklosti deležena skromnih obnovitvenih del je dajala videz zapuščenost in zanemarjenosti, njen izgled je bil plod hotenj, ki jih je s seboj prineslo obdobje polpretekle zgodovine. Stanje cerkve je bilo kritično zlasti v gradbenem smislu, njena spomeniška pričevalnost pa je bila zaradi preteklih neprimernih posegov okrnjena.
O stavbni zgodovini in pomenu cerkve ni bilo veloko znanega. Tudi danes bi bilo še tako, če ne bi na pobudo Župnijskega urada iz Vuzenice stekla obsežna prenova v okviru katerih so prišle na dan zgovorne gradbene in likovne sestavine prvotne cerkvene podobe. Obnova je trajala skoraj desetletje, se pričela 1992 in končala leta 2000. V okviru obnove je bila obnovljena zunanjost, streha, na novo so bila tlakovana tla, očiščene  in utrjene so bile freske, restavrirana je bila cerkvena oprema, posebne pozornosti je bil deležen glavni oltar iz leta 1666. Z rekonstrukcijo pozlate in polihromacije je oltar zopet dobil nekdanjo bleščavo.

## Zanimivosti
- Železniška nesreča pod Devico marijo. Nesreča se je zgodila 16. junija 1898, ko je ob 4.30 zaradi zemeljskega plazu iztirila lokomotiva tovornega vlaka in z vagonom zdrsnila po strmem pobočju ter se ustavila na obrežju Drave. Kljub dramatičnemu dogodku žrtev ni bilo. Železničarji pa so v zahvalo še nekaj desetletij darovali za sveto mašo v cerkvi Device Marije na Kamnu.
- 6. junija 1999 ob dekanijskem sinodarnen dnevu je mariborski škof Franc Kramberger, blagoslovil novo Slomškovo kapelo postavljeno po načrtih arhitekta A. Lodranta na gričku nasproti cerkve Device Marije.
- Leta 2000 je bila cerkev Device Marije na Kamnu imenovana med svetoletne cerkve Mariborske škofije. Na Kamensko Slomškovo nedeljo 13. avgusta 2000 je škof Franc Kramberger cerkev ponovno posvetil in v glavni oltar vložil Slomškove relikvije.